# ジョアン・ブリュル
ジョアン・ブリュル（Joan Brull i Vinyoles、1863年1月25日 - 1912年2月3日）はスペイン、バルセロナ出身の画家である。 アドリアー・グアル(Adrià Gual)やジョゼップ・マリア・タンブリーニ(Josep Maria Tamburini)、アレクサンドラ・ダ・リケー(Alexandre de Riquer)らと象徴主義的なスタイルの画家として活動した。

## 略歴
バルセロナで生まれた。バルセロナのジョッチャ美術学校(Escola de la Llotja)でSimó Gómezに学んだ後、2年間パリの美術学校アカデミー・コラロッシでラファエル・コランに学んだ。バルセロナに戻った後は芸術家のサロン的存在となっていたバルセロナのカフェ「四匹の猫」やバルセロナ王立芸術サークル(Real Círculo Artístico de Barcelona)といった場所で知識人や芸術家と付き合い、ラモン・カザスやサンティアゴ・ルシニョールと友人になった。 雑誌「Joventut」に記事を書いた。
初期の作品は写実的なスタイルであったが、後に神話の登場する女性などを描き、象徴的な雰囲気の作品を描いた。彼はまた彼の多くの肖像画も制作した。
2009年にGirona のカイシャ財団(Caixa Foundation)が Fontana d'Or Centerで回顧展を開き40点以上の作品が展示された。1924年と1959年にもブリュル展は開かれている。

## 作品

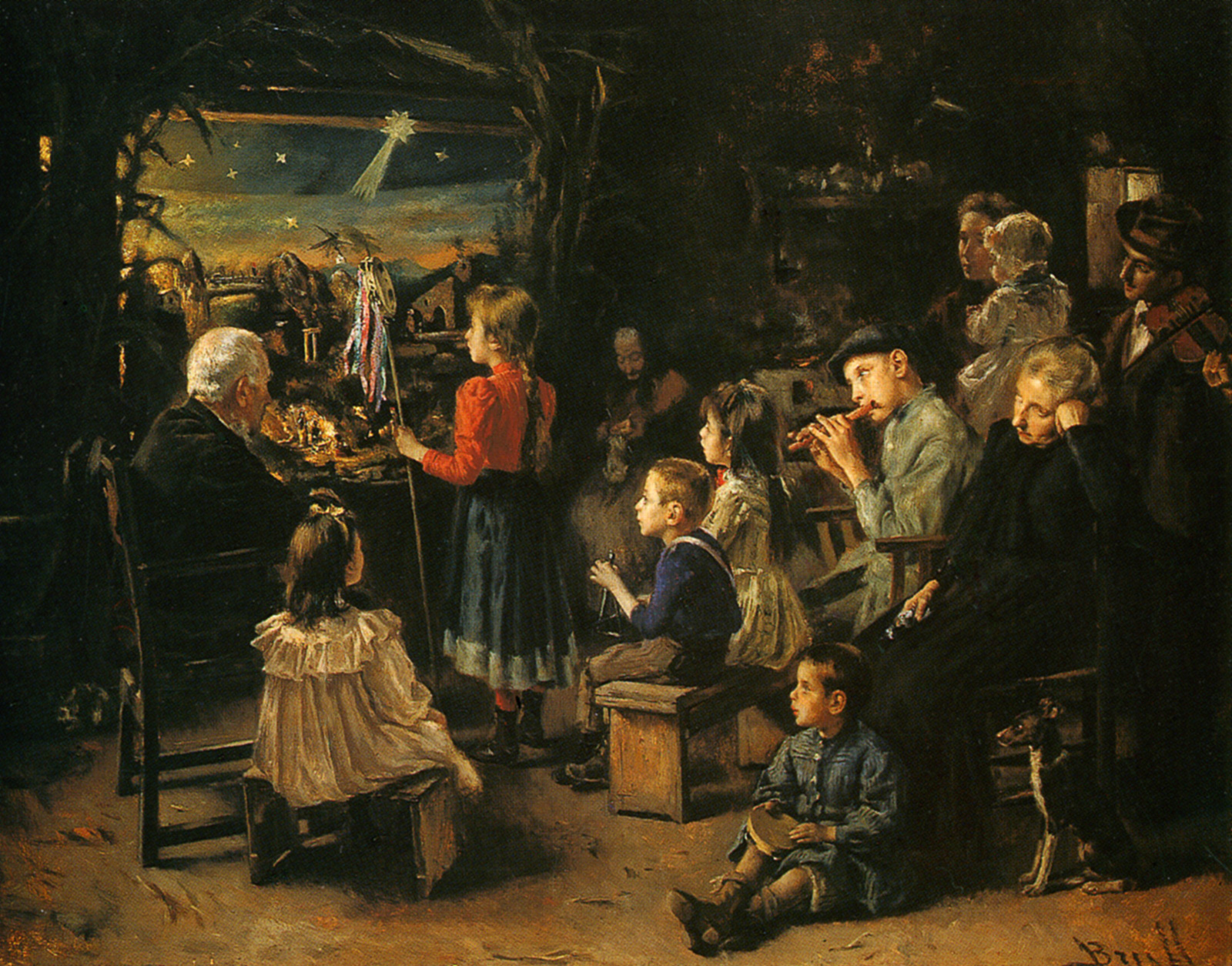
kuriEl Pessebre(c.1896)
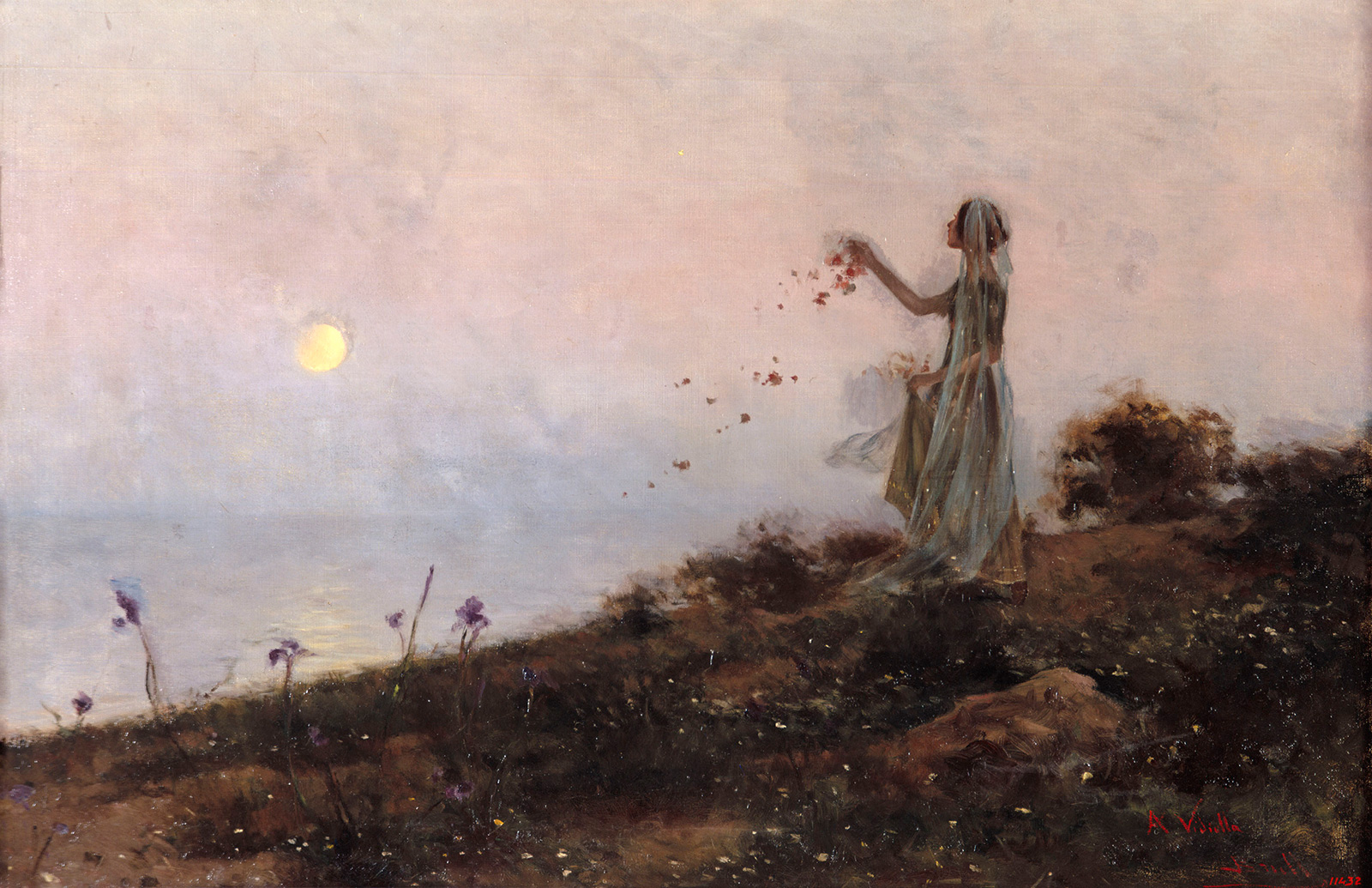
たそがれ
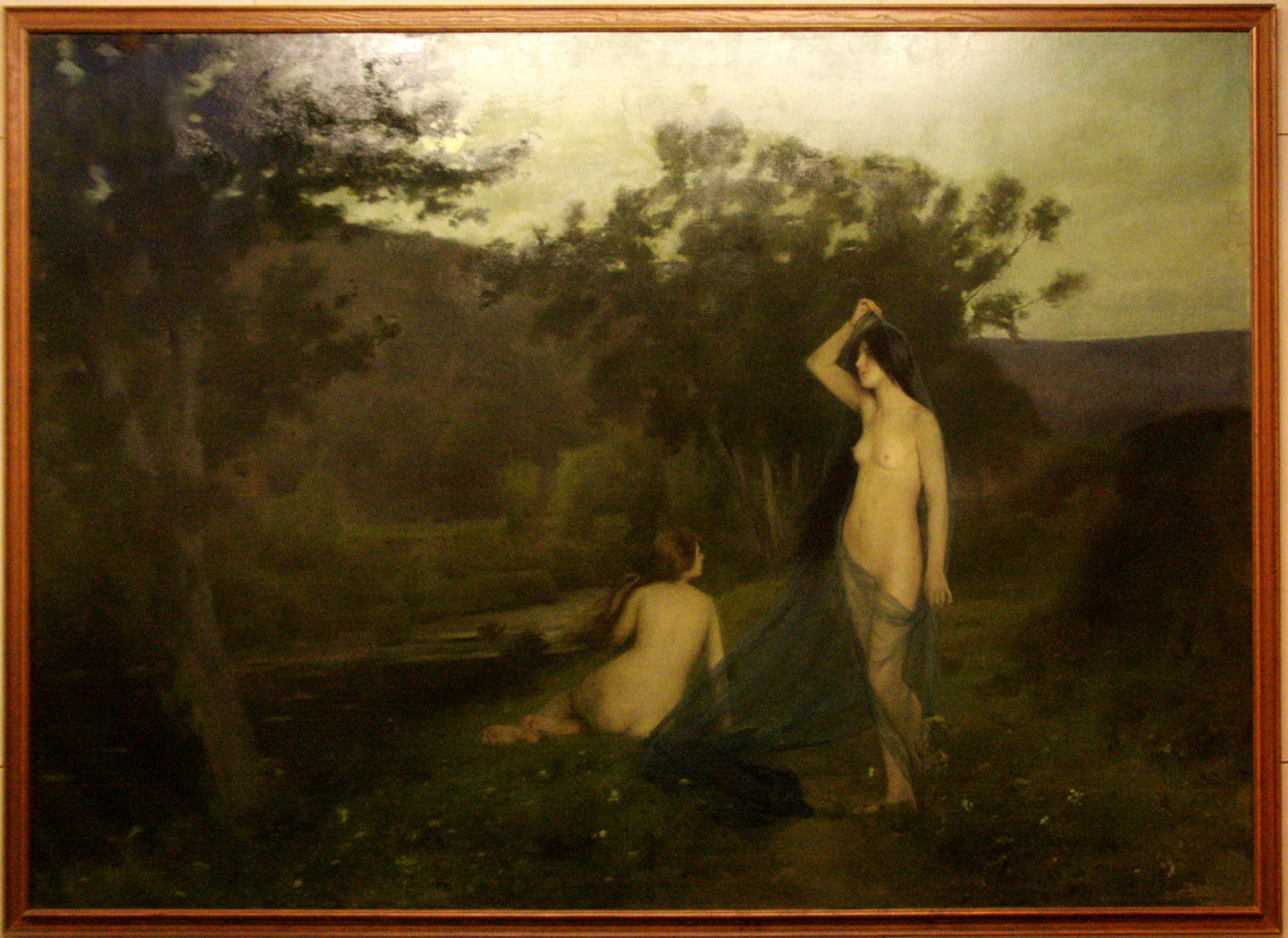
Les Ninfes de l'Ocas (1899)

夢 (c.1905)
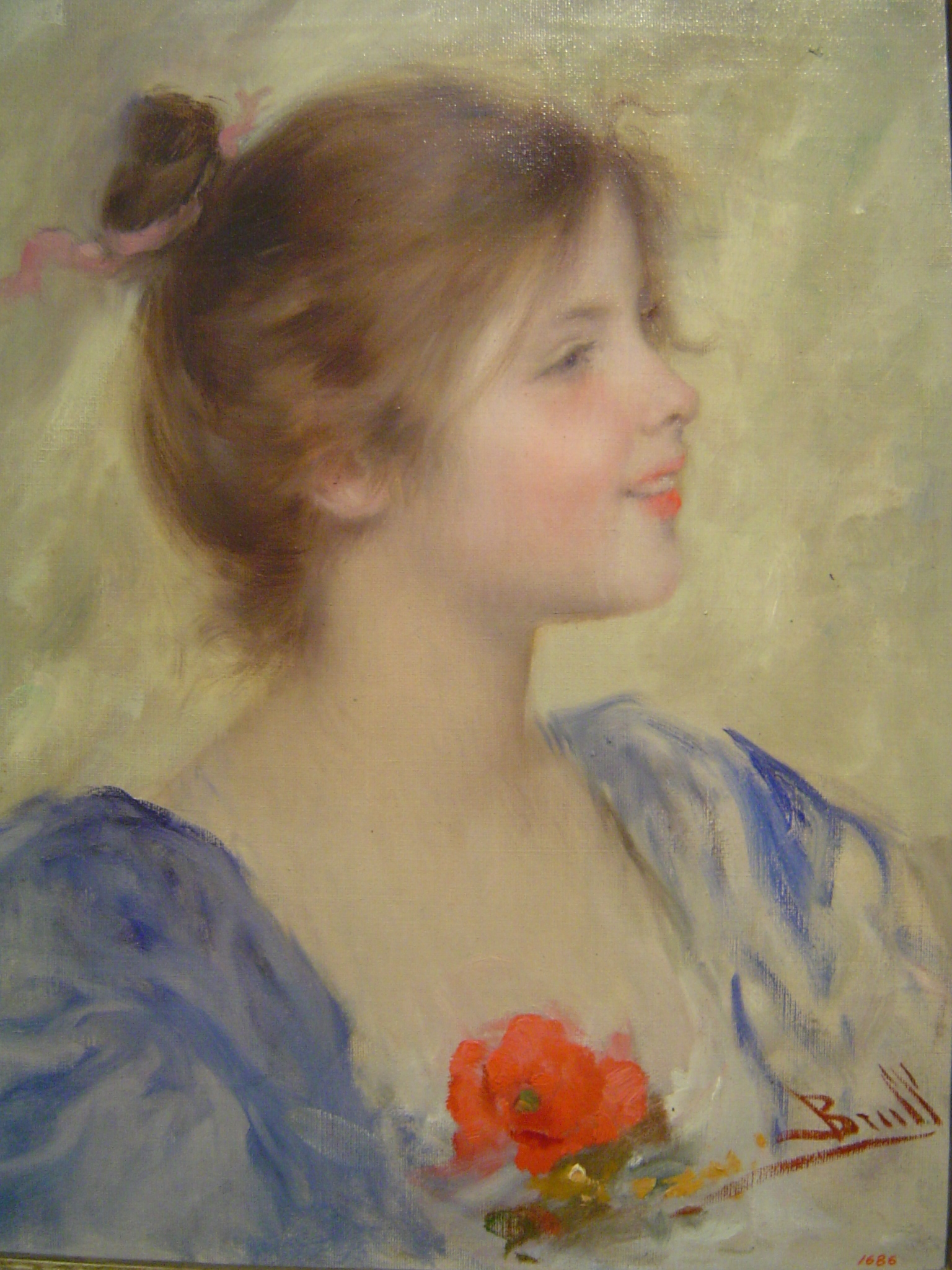
Bust de nena - Joan Brull Vinyole
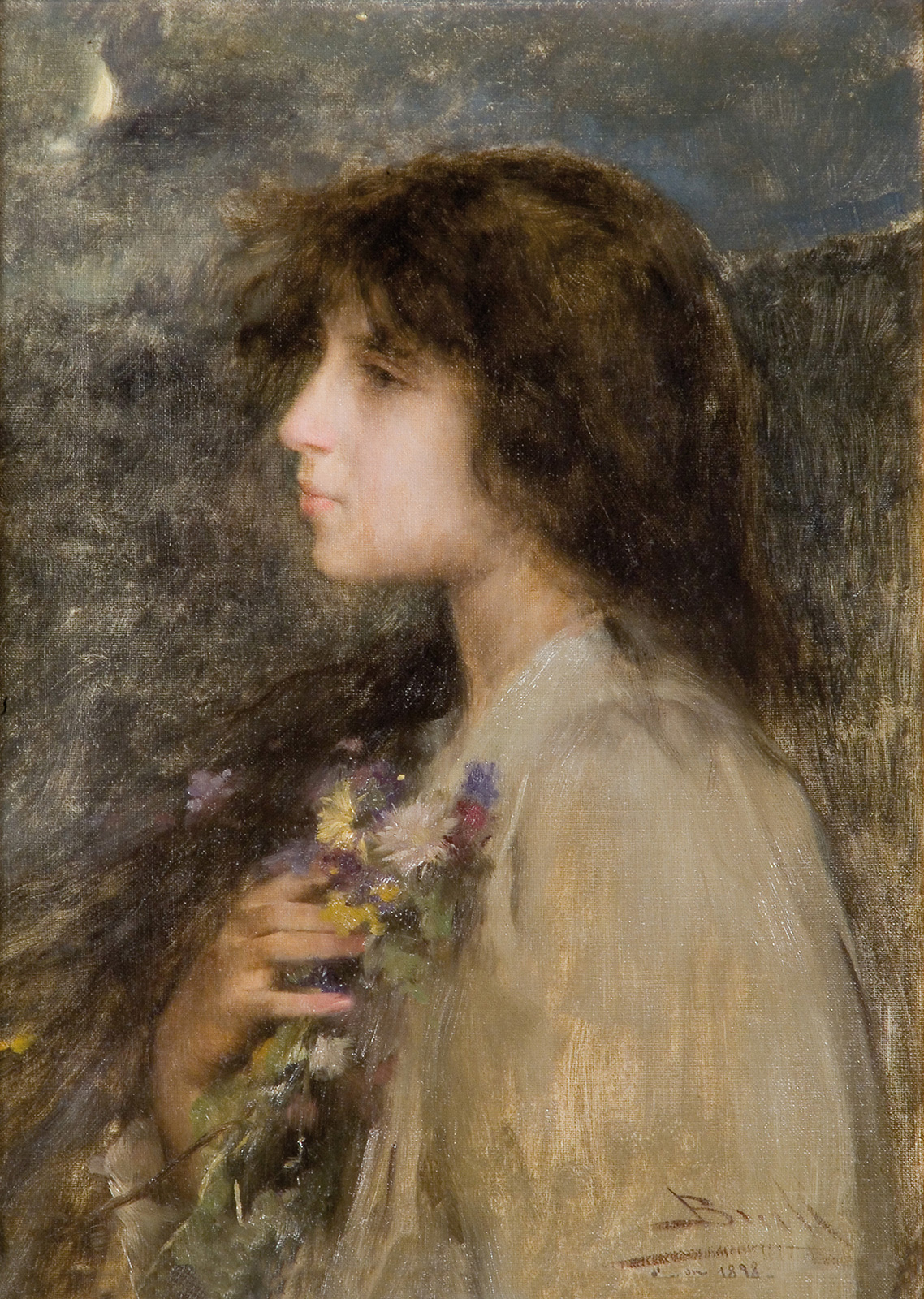
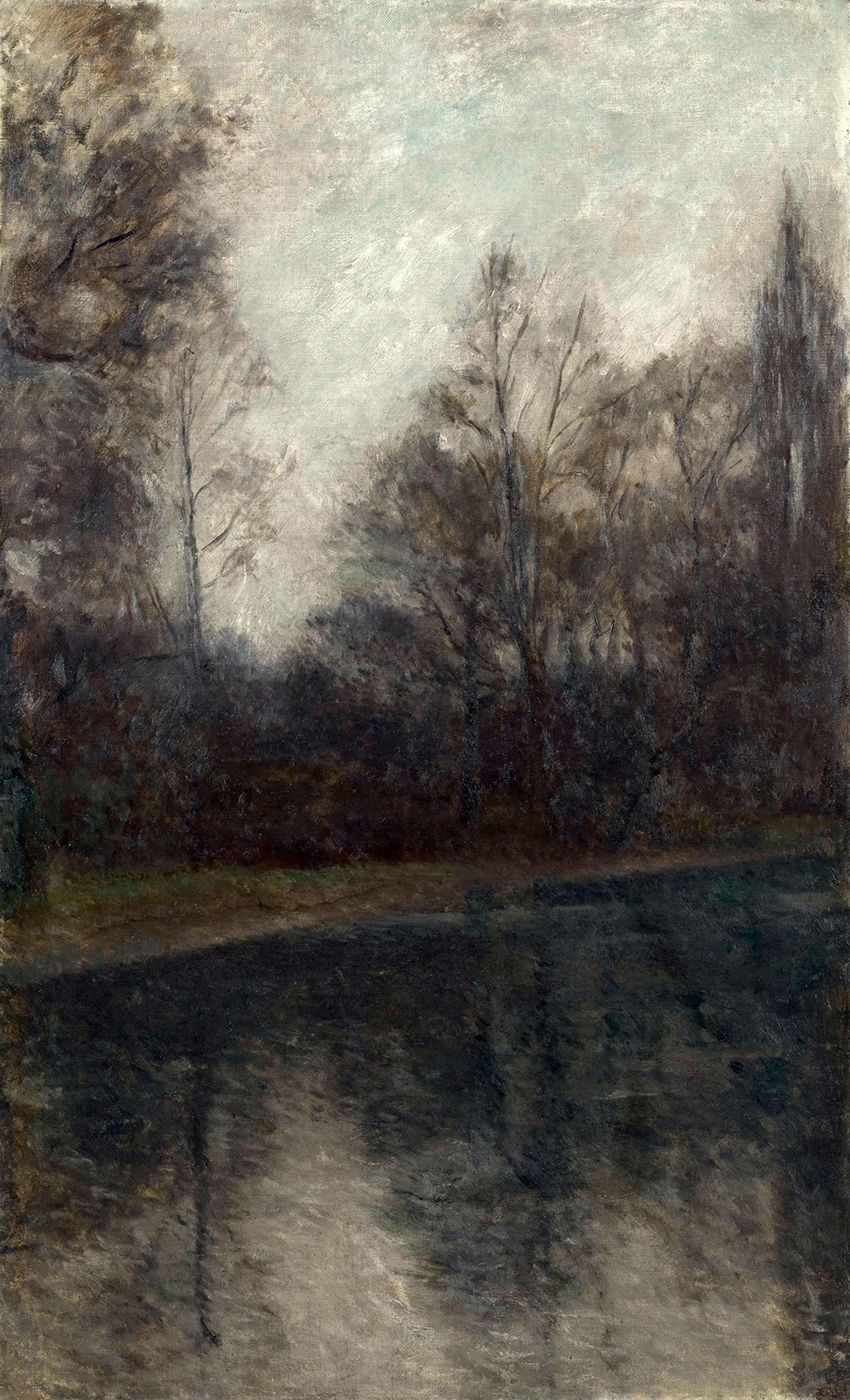
風景画